# Acalypha amantacea
Acalypha amantacea é uma espécie de flor do gênero Acalypha, pertencente à família Euphorbiaceae.